# Изосенки (Псковская область)
Изосенки — деревня в Великолукском районе Псковской области России. Входит в состав сельского поселения «Успенская волость».
Расположена в 46 км к юго-востоку от райцентра Великие Луки и в 7 км к юго-востоку от волостного центра Успенское.

## Население
Численность населения деревни по состоянию на 2000 год составила 26 жителей, на 2010 год — 18 жителей.